# Ochodaeus coomani
Ochodaeus coomani es una especie de coleóptero de la familia Ochodaeidae.

## Distribución geográfica
Habita en Taiwán y Vietnam.